# Anton Kotlar
Anton Stanisławowycz Kotlar, ukr. Антон Станіславович Котляр (ur. 7 marca 1993 w Kirowohradzie) – ukraiński piłkarz, grający na pozycji pomocnika.

## Kariera piłkarska

### Kariera klubowa
Wychowanek Szkoły Sportowej nr 2 w Kirowohradzie oraz klubów Dynamo Kijów i Monolit Illicziwśk, barwy których bronił w juniorskich mistrzostwach Ukrainy (DJuFL). Latem 2010 rozpoczął karierę piłkarską w drużynie rezerw Dynama Kijów. Po roku przeszedł do FK Ołeksandrija, ale nie był piłkarzem podstawowego składu. Na początku 2012 został zaproszony do Stali Dnieprodzierżyńsk. 30 marca 2016 podpisał kontrakt z białoruskim Naftanem Nowopołock, w którym grał do 28 czerwca 2016. 5 lipca 2016 zgodził się na propozycję byłego trenera Stali Wołodymyra Maziara na przejście do Weresu Równe. 13 lutego 2018 podpisał kontrakt z Heliosem Charków. 2 sierpnia 2018 ponownie został piłkarzem Weresu Równe. 10 października 2018 przez naruszenie dyscypliny sportowej został skreślony z listy piłkarzy. 9 lutego 2019 podpisał kontrakt z klubem Hirnyk-Sport Horiszni Pławni.

## Sukcesy i odznaczenia

### Sukcesy piłkarskie
Stal Dnieprodzierżyńsk
- wicemistrz Ukraińskiej Pierwszej Ligi: 2015
- wicemistrz Ukraińskiej Drugiej Ligi: 2014

### Sukcesy indywidualne
- król strzelców rozgrywek o Puchar Ukrainy: 2015